# Listă de vehicule Renault

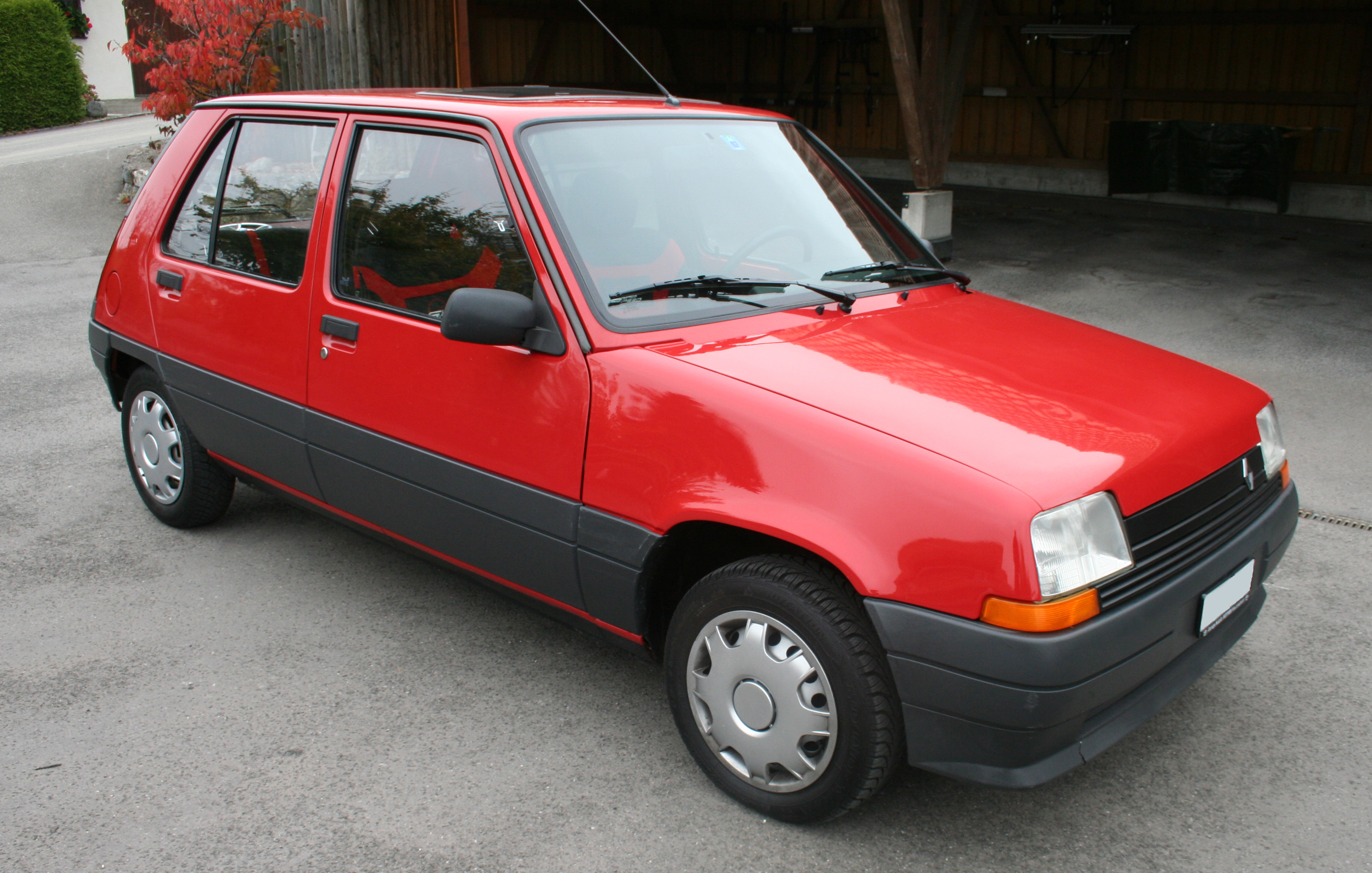
Renault 5 Mk2

Aceasta este o listă de vehicule fabricate de producătorul francez de automobile Renault.

## Modelele actuale
Vehicule care nu sunt vândute pe piața europeană importantă
| Model         | Model                   | Model                  | Anul lansării | Generația actuală | Generația actuală    | Descriere |
| Model         | Model                   | Model                  | Anul lansării | Lansare           | Actualizare/facelift | Descriere |
| ------------- | ----------------------- | ---------------------- | ------------- | ----------------- | -------------------- | --- |
| Hatchback     |                         |                        |               |                   |                      | |
|               | CLIO/LUTECIA            | Clio                   | 1990          | 2019              | 2023                 | Hatchback din segmentul B. Cel mai bine vândut model Renault. Cunoscută și sub numele de Lutecia în Japonia.                                 |
|               | KWID/CITY K-ZE          | Kwid/City K-ZE         | 2015          | 2015              | 2019                 | Mașina de oraș în stil crossover vândută predominant în India și America Latină. Versiunea electrică numită City K-ZE este vândută în China. |
|               | MÉGANE                  | Mégane                 | 1995          | 2016              | 2020                 | Hatchback din segmentul C. |
|               | SANDERO                 | Sandero                | 2008          | 2012              | 2019                 | Hatchback din segmentul B vândut pe piețele emergente. Dacia Sandero cu altă siglă.                                                          |
|               | TWINGO                  | Twingo                 | 1992          | 2014              | 2019                 | Mașină de oraș (segmentul A) comercializată predominant în Europa. Bazat pe aceeași platformă cu Smart Forfour.                              |
|               | ZOE                     | Zoe                    | 2012          | 2012              | 2020                 | Hatchback electric cu baterie din segmentul B. Cel mai bine vândut vehicul electric în Europa în 2020.                                       |
| Sedan         |                         |                        |               |                   |                      | |
|               | MÉGANE SEDAN            | Mégane                 | 1995          | 2016              | 2020                 | Versiunea sedan a lui Mégane vândută în principal în Europa de Est și pe alte piețe.                                                         |
|               | TALIANT                 | Taliant                | 2021          | 2021              | —                    | Sedan din segmentul B. A treia generație de Dacia Logan cu altă siglă.                                                                       |
| Break         |                         |                        |               |                   |                      | |
|               | MÉGANE GRANDTOUR        | Mégane                 | 1995          | 2016              | 2020                 | Versiunea break a lui Mégane. |
| SUV/crossover |                         |                        |               |                   |                      | |
|               | ARKANA                  | Arkana                 | 2019          | 2019              | —                    | SUV Coupé bazat pe platforma Clio/Captur (în Europa) sau platforma Duster (în Rusia). Cunoscut și ca Renault Samsung XM3 în Coreea de Sud.   |
|               | CAPTUR                  | Captur                 | 2013          | 2019              | —                    | SUV din segmentul B bazat pe platforma de Clio.                                                                                              |
|               | CAPTUR/KAPTUR (HA)      | Captur                 | 2016          | 2016              | 2020                 | SUV de segment B bazat pe platforma Duster pentru Rusia, America de Sud și India. Cunoscut intern ca Captur Global Access.                   |
|               | DUSTER                  | Duster                 | 2012          | 2019              | —                    | Dacia Duster cu altă siglă pentru piețele fără marca Dacia. Disponibil însă și în România prin importatori neoficiali.                       |
|               | AUSTRAL                 | Austral                | 2022          | 2022              | —                    | SUV din segmentul C. |
|               | KIGER                   | Kiger                  | 2021          | 2021              | —                    | SUV entry-level din segmentul B destinat în principal pieței indiene.                                                                        |
|               | KOLEOS                  | Koleos                 | 2006          | 2016              | 2020                 | SUV bazat pe a treia generație de Nissan X-Trail. Cunoscut și ca Renault Samsung QM6 în Coreea de Sud.                                       |
|               | MÉGANE E-TECH ELECTRIC  | Mégane E-Tech Electric | 2021          | 2021              | —                    | SUV electric cu baterie din segmentul C. |
| MPV/minivan   |                         |                        |               |                   |                      | |
|               | KANGOO MPV              | Kangoo MPV             | 1997          | 2021              | —                    | Versiunea de pasageri a lui Kangoo. |
|               | TRAFIC KOMBI            | Trafic Kombi           | 2001          | 2014              | —                    | Versiunea de pasageri a lui Trafic. |
|               | TRIBER                  | Triber                 | 2019          | 2019              | —                    | Mini MPV de sub 4 metri cu trei rânduri de locuri destinat în principal pieței indiene.                                                      |
| Furgonetă     |                         |                        |               |                   |                      | |
|               | DOKKER                  | Dokker                 | 2012          | 2012              | —                    | Dacia Dokker cu altă siglă pentru piețele din Orientul Mijlociu, Africa și America de Sud fără marca Dacia.                                  |
|               | KANGOO                  | Kangoo                 | 1997          | 2021              | —                    | Furgonetă mică/vehicul pentru activități de agrement. Varianta electrică cu baterie disponibilă ca Kangoo E-Tech Electric.                   |
|               | KANGOO (America de Sud) | Kangoo                 | 1997          | 2021              | —                    | Dacia Dokker restilizată și cu altă siglă, produsă în Argentina și vândută în aproape toată America de Sud.                                  |
|               | EXPRESS                 | Express                | 2021          | 2021              | —                    | Furgonetă mică sub Kangoo, bazată în mare parte pe Dacia Dokker.                                                                             |
|               | MASTER                  | Master                 | 1980          | 2010              | 2019                 | Dubă mare. Variantă electrică cu baterie disponibilă ca Master E-Tech Electric.                                                              |
|               | TRAFIC                  | Trafic                 | 1980          | 2014              | 2021                 | Dubă de dimensiuni medii. |
| Camionetă     |                         |                        |               |                   |                      | |
|               | ALASKAN                 | Alaskan                | 2016          | 2016              | —                    | Camionetă de dimensiuni medii, Nissan Navara cu altă siglă.                                                                                  |
|               | DUSTER OROCH            | Duster Oroch           | 2015          | 2015              | —                    | Versiune de camionetă a Daciei Duster pentru piața sud-americană.                                                                            |
|               | MASTER TIPPER/DROPSIDE  | Master                 | 1980          | 2010              | 2019                 | Versiunea de camionetă a Renaultului Master.                                                                                                 |
| Autocamion    |                         |                        |               |                   |                      | |
|               | C                       | C                      | 2013          | 2013              | 2021                 | O gamă de camioane pentru sarcini medii/mari pentru construcții.                                                                             |
|               | D                       | D                      | 2013          | 2013              | —                    | O gamă de camioane medii pentru distribuție.                                                                                                 |
|               | K                       | K                      | 2013          | 2013              | 2021                 | O gamă de camioane de mare tonaj pentru construcții.                                                                                         |
|               | T                       | T                      | 2013          | 2013              | 2021                 | O gamă de camioane de mare tonaj pentru distanțe lungi.                                                                                      |
| Cvadriciclu   |                         |                        |               |                   |                      | |
|               | TWIZY                   | Twizy                  | 2012          | 2012              | —                    | Cvadriciclu electric cu baterie. |
| Mașină sport  |                         |                        |               |                   |                      | |
|               | ALPINE A110             | Alpine A110            | 2017          | 2017              | —                    | |

## Modele anterioare

### Pre–Primul Război Mondialpână laPrimul Război Mondial(1899–1918)
- Voiturette (Type A/Type B/Type C/Type D/Type E/Type G/Type H/Type J) (1899–1903)
- 8CV (Type L/Type M/Type Z/Type AJ/Type AL/Type AN/Type AX) (1902–1914)
  - 7CV (Type R/Type T) (1903–1904)
  - 14CV (Type N (a)/Type N (b)/Type U (b)/Type U (c)/Type U (d)/Type X/Type AB/Type BX/Type CC/Type DJ) (1903–1914)
    - 10CV (Type N (c)/Type Q/Type U (a)/Type U (e)/Type Y/Type AH/Type AM/Type BK/Type GS/Type IC/Type IG/Type II/Type IM/Type JR) (1903–1923) (a primit un facelift în 1923 și a fost redenumit în Renault KZ)
    - 20CV (Type S/Type V/Type AS/Type BY/Type BM/Type CE/Type CH/Type DX/Type EI/Type EJ) (1903–1919)
      - 18CV (Type BF/Type CD/Type ED/Type FE/Type FS/Type GR/Type GV/Type HG/Type IQ/Type JS/Type JY/Type KD/Type MG/Type PI/Type PZ) (1909–1928)
        - 22CV (Type DO/Type DP/Type EE) (1913–1914)

  - Taxi de la Marne (Type AG/Type AG–1) (1905–1921)
  - 9CV (Type EK/Type FD) (1913–1920)
- 35CV (Type AI/Type AO/Type CF/Type CI/Type DQ/Type ET) (1906–1917)
- 40CV (Type AR/Type BH/Type CG/Type DT/Type ES/Type HD/Type IR/Type JP/Type IR1/Type IR2/Type JD/Type JV/Type JV1/Type MC/Type MC1/Type NM) (1908–1928)
- 12CV (Type AZ/Type BZ/Type CB/Type DG/Type EF/Type EU/Type JM/Type JT/Type KH/Type LS/Type ME) (1909–1926)
- 11CV (Type CQ/Type DM/Type ER/Type FK) (1912–1919)
- EG (1914–1919)

### Perioada interbelică (1919–1939)
- 6CV (Type KJ/Type MT/Type NN) (1922–1930)
- KZ (1923–1932)
  - Primaquatre (1931–1941)
    - AGx (1937–1941)

  - Vivaquatre (1932–1939)
- 15CV (Type KR/Type NE/Type NO/Type NS/Type PG/Type PK/Type PL/Type PM/Type RA) (1924–1928)
  - Vivasix (1927–1934)
    - Vivastella (1929–1939)
    - Primastella (1932–1934)
- Monasix (1927–1931)
  - Monastella (1928–1932)
- Reinastella (1929–1933)
  - Reinasport (1932–1934)
- Nervastella (1929–1936)
  - Nervahuit (1930–1931)
  - Nervasport (1932–1935)
    - Nerva Grand Sport (1935–1938)
      - Suprastella (1938–1939)
- Monaquatre (1932–1936)
- Vivasport (1933–1935)
  - Viva Grand Sport (1935–1939)
- ABx (1934–1937)
- Celtaquatre (1934–1938)
  - Celtastandard (1935–1937)
- ACx/ADx (1935–1940)
- Juvaquatre (1937–1957) (a primit un facelift în 1957 și a fost redenumit în Renault Dauphinoise)
- Novaquatre (1938–1940)

### Al Doilea Război Mondial(1939–1945)
- AHx (1941–1947)

### După alDoilea Război Mondialpână în 1970 (1945–1970)
- 4CV (1947–1961)
- Galion (1947–1965)
  - Super Galion (1965–1982)
- Voltigeur (1947–1965)
  - Goélette (1949–1965)
    - Super Goélette (1965–1982)

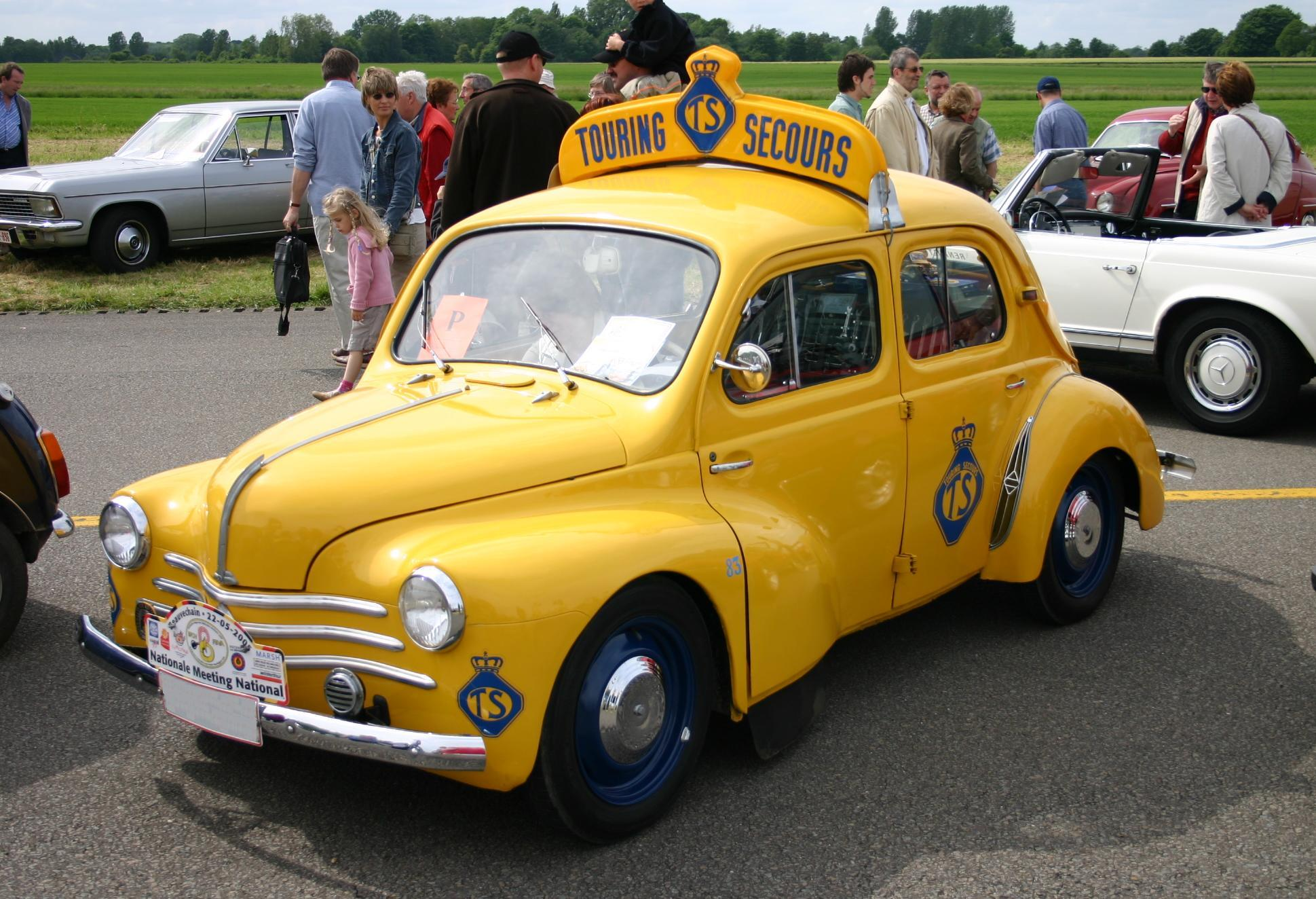
Renault 4CV Belgium AA

- Colorale, inclusiv versiunile Prairie și Savane (1950–1956)
- Fainéant (1950–1967)
- Frégate (1951–1960)
- Dauphine (1956–1967)
  - Ondine (1961–1962)
- Dauphinoise (1957–1960)
- Floride (1959–1962)
  - Caravelle (1959–1968)
- Estafette (1959–1980)
- Rambler (1962–1967)

### Modele numerice (1961–1996)
- 3 (1961–1962)
  - 4 (1961–1992)
    - 4 Fourgonette (1961–1988)
- 8 (1962–1973)
  - 10 (1965–1971)
- 16 (1965–1980)
- 6 (1968–1980)
- 12 (1969–1980)
- 15 (1971–1979)
  - 17 (1971–1979)
- 5 (1972–1996)
  - 7 (doar în Spania) (1974–1984)
- 30 (1975–1983)
  - 20 (1975–1984)
- 14 (1976–1983)
- 18 (1978–1986)
- 9 (1981–1989)
  - 11 (1983–1989)
- 25 (1984–1992)
- 21 (1986–1995)
- 19 (1988–1996)

### Modele scoase din producție
- Rodeo (1970–1986)
- J (1975–1980)
- Torino (doar în America Latină) (1975–1981)
- H (1977–1980)
- Virage (doar în Australia) (1978–1980)
- Bandama (doar în Africa) (1978–1981)
- 100 Series (1979–1989)
- 50 Series (1979–1993)
- Farma (doar în Grecia) (1980–1985)
- Fuego (1980–1986)
- G (1980–1992)
- R (1980–1996)
- Alliance (doar în America de Nord) (1982–1987)
  - Encore (doar în America de Nord) (1984–1987)
- B (1982–1999)
- Espace (1984–2022)
  - Grand Espace (1998–2015)
- Express (1985–2000)
- Premier (doar în America de Nord) (1986–1987)
- CBH (1986–1997)
- Medallion (doar în America de Nord) (1987–1988)
- Magnum (1990–2013)
- Safrane (1992–2002)
- Laguna (1994–2015)
- Spider (1995–1999)
- Puncher (1995–2009)
- Premium (1996–2014)
- Scenic (1996–2022)
  - Scenic RX4 (2000–2003)
  - Grand Scenic (2004–2022)
  - Scenic Conquest (2007–2009)
- Kerax (1997–2014)
- Mascott (1999–2010)
- Midlum (1999–2013)
- Symbol (doar în Africa, Europa Centrală, Europa de Est, America Latină, Orientul Mijlociu, Rusia și Turcia) (1999–2021)
  - Logan (doar în Africa, Europa Centrală, Europa de Est, America Latină, Orientul Mijlociu, Rusia și Turcia) (2004–2021)
- PK (Iran only) (2000–2007)
- Avantime (2001–2003)
- Vel Satis (2001–2009)
- Modus (2004–2012)
  - Grand Modus (2008–2012)
- Maxity (2007–2019)
- Fluence (2009–2016)
  - Scala (Mexic) (2010–2013)
    - Scala (India) (2012–2017)
- Access (2010–2013)
- Wind (2010–2013)
- Latitude (2010–2015)
- Pulse (doar în India) (2012–2017)
- Talisman (China) (2012–2020)
  - Talisman (Europe) (2015–2022)
- Kadjar (2015–2022)